# Need for Speed: Prostreet
Need for Speed: ProStreet är ett spel i Electronic Arts populära racingspelserie Need for Speed. 

## Information
Spelet innehåller en ny spelmotor istället för att uppgradera en existerande äldre grafikmotor såsom man gjort tidigare. Drag racing är en nyhet jämfört med Need for Speed: Carbon. Spelet sägs vara mera realistiskt gentemot sina föregångare i NFS-serien. Autosculpt från NFS: Carbon finns kvar i ny tappning.